# Gemelli (album)
Gemelli è il terzo album in studio del rapper italiano Ernia, pubblicato il 19 giugno 2020 da Island Records.

## Antefatti
Dopo sessioni di registrazione in studio a cavallo tra il 2019 e il 2020 a Los Angeles, in California, Ernia ha anticipato l'annuncio dell'album mediante la pubblicazione di diverse raccolte di fotografie sul proprio profilo Instagram, per l'intera durata del mese di marzo, salvo poi vedersi sovrapporre la pandemia di COVID-19 che ha posticipato l'uscita dello stesso progetto.
Il 3 giugno 2020 Ernia ha rivelato mediante Spotify la data di pubblicazione dell'album, fissata al 19 giugno seguente; il 17 dello stesso mese è stata invece rivelata la relativa lista tracce.
Il 21 maggio 2021 è uscita la riedizione del disco, intitolata Gemelli (ascendente Milano) e comprensiva di sei inediti.

## Tracce
Testi di Matteo Professione, musiche di Alessandro Pulga e Stefano Tognini, eccetto dove indicato.
1. Vivo – 3:35 (testo: Matteo Professione, Davide Petrella)
2. Superclassico – 2:52
3. Puro Sinaloa (feat. Tedua, Rkomi, Lazza) – 3:47 (testo: Matteo Professione, Mario Molinari, Mirko Martorana, Jacopo Lazzarini – musica: Luigi Florio)
4. Morto dentro – 3:15 (musica: Luca Antonio Barker)
5. Non me ne frega un cazzo (feat. Fabri Fibra) – 3:29 (testo: Matteo Professione, Fabrizio Tarducci)
6. Ferma a guardare – 3:14 (musica: Rosario Castagnola, Sarah Tartuffo)
7. MeryXSempre (feat. Shiva) – 3:49 (testo: Matteo Professione, Andrea Arrigoni)
8. U2 – 2:44
9. Pensavo di ucciderti (feat. Luchè) – 3:11 (testo: Matteo Professione, Luca Imprudente – musica: Rosario Castagnola, Sarah Tartuffo)
10. Cigni – 2:51
11. Fuoriluogo (feat. Madame) – 3:03 (testo: Matteo Professione, Francesca Calearo)
12. Bugie – 3:23

Traccia bonus nella riedizione digitale
1. Ferma a guardare (feat. Pinguini Tattici Nucleari) – 3:33 (testo: Matteo Professione, Riccardo Zanotti – musica: Rosario Castagnola, Sarah Tartuffo, Enrico Brun)

CD bonus in Gemelli (ascendente Milano)
1. Lewandowski VII – 2:26
2. Di notte (feat. Sfera Ebbasta, Carl Brave) – 3:44 (testo: Matteo Professione, Gionata Boschetti, Carlo Coraggio – musica: Paolo Alberto Monachetti, Umberto Odoguardi, Nicolò Scalabrin)
3. Dissing (feat. 2Rari, The Night Skinny) – 3:12 (testo: Matteo Professione, Tommaso Ferrari, Lorenzo Ferrari – musica: Luca Pace)
4. La prima volta – 2:53 (musica: Alessandro Pulga, Stefano Tognini, Marco D'Este)
5. Ferma a guardare (feat. Pinguini Tattici Nucleari) – 3:33 (testo: Matteo Professione, Riccardo Zanotti – musica: Rosario Castagnola, Sarah Tartuffo, Enrico Brun)
6. Scegliere bene – 2:55

## Formazione
Musicisti
- Ernia – voce
- Tedua – voce aggiuntiva (traccia 3)
- Rkomi – voce aggiuntiva (traccia 3)
- Lazza – voce aggiuntiva (traccia 3)
- Fabri Fibra – voce aggiuntiva (traccia 5)
- Shiva – voce aggiuntiva (traccia 7)
- Luchè – voce aggiuntiva (traccia 9)
- Madame – voce aggiuntiva (traccia 11)

Produzione
- Marz – produzione (tracce 1, 2, 5, 7, 8, 10-12)
- Zef – produzione (tracce 1, 2, 5, 7, 8, 10-12)
- Emyk – registrazione, missaggio, mastering
- Don Joe – produzione (traccia 3)
- Sick Luke – produzione (traccia 4)
- D-Ross – produzione (tracce 6 e 9)
- Star-T-Uffo – produzione (tracce 6 e 9)

## Classifiche

### Classifiche settimanali
| Classifica (2020) | Posizione massima |
| ----------------- | ----------------- |
| Italia            | 1                 |
| Svizzera          | 61                |

### Classifiche di fine anno
| Classifica (2020) | Posizione |
| ----------------- | --------- |
| Italia            | 6         |
| Classifica (2021) | Posizione |
| Italia            | 12        |
| Classifica (2022) | Posizione |
| Italia            | 37        |
| Classifica (2023) | Posizione |
| Italia            | 56        |